# Copipanolis styracis
Copipanolis styracis là một loài bướm đêm trong họ Noctuidae.